# Оксид титана(II)
Оксид титана(II) — бинарное неорганическое соединение металла титана и кислорода с формулой TiO, кристаллы от золотисто-жёлтого до коричнево-фиолетового цвета, не растворимые в воде.

## Получение
- Восстановление в инертной атмосфере оксида титана(IV) титаном, цинком или углеродом:

{\displaystyle {\mathsf {TiO_{2}+Ti\ {\xrightarrow {1550^{o}C}}\ 2TiO}}}
{\displaystyle {\mathsf {2TiO_{2}+Zn\ {\xrightarrow {\ T\ }}\ TiO+ZnTiO_{3}}}}
{\displaystyle {\mathsf {TiO_{2}+C\ {\xrightarrow {\ T\ }}\ TiO+CO}}}

## Физические свойства
Оксид титана(II) образует жёлтые кристаллы
кубической сингонии, пространственная группа F m3m, параметры ячейки a = 0,4244 нм, Z = 4.
При нагревании происходит несколько полиморфных переходов при 720, 820, 940 и 1250°С.
Фаза при 940°С может быть «заморожена» и в метастабильном состоянии устойчива при комнатной температуре, принадлежит к моноклинной сингонии, пространственная группа A 2/m, параметры ячейки a = 0,5855 нм, b = 0,9340 нм, c = 0,4142 нм, β = 107,53°.

## Химические свойства
- Реагирует с кислотами с выделением водорода:

{\displaystyle {\mathsf {2TiO+3H_{2}SO_{4}\ {\xrightarrow {}}\ Ti_{2}(SO_{4})_{3}+H_{2}\uparrow +2H_{2}O}}}
Восстанавливается водородом:
{\displaystyle {\ce {TiO + H2 ->[t^oC, Ne] Ti + H2O ^}}}